# Hearts Up
Hearts Up é um filme dos Estados Unidos de 1921, do gênero faroeste, dirigido por Val Paul e estrelado por Harry Carey.

## Elenco
- Harry Carey - David Brent
- Arthur Millett - Jim Drew
- Charles Le Moyne - Bob Harding
- Frank Braidwood - Gordon Swayne
- Mignonne Golden - Lorelei Drew